# عبد الله بن الحتات التميمي
عبد الله بن الحُتَات بن يزيد بن علقمة المُجَاشعي الدارمي التميمي أمير وقائد من القادة في الدولة الأموية وهو ابن الصحابي الحتات بن يزيد التميمي وكان أميراً على عمان في عهد الخليفة الأموي معاوية بن أبي سفيان.

## نسبه
هو  عبد الله بن الحُتَات بن يزيد بن علقمة بن حوي بن سُفَيان بن مُجَاشع بن دارم بن مالك بن حنظلة بن مالك بن زيد مناة بن تميم بن مر المُجَاشعي الدارمي الحنظلي التميمي.